# ФК Верона
ФК Хелас Верона (итал. Hellas Verona Football Club) или само ФК Верона, је италијански фудбалски клуб из Вероне. Тренутно се такмичи у Серији А као победник баража за пласман у Серији А .

## Историја
Верона је основана 1903. године од стране средњошколаца, а клуб је назван „Хелас“ на захтев професора класичних наука, што на грчком значи „Грчка“. На самом почетку није постојало великог интересовања за фудбал у граду, али од 1906. године интересовање расте откако су два градска тима почела да тренирају на старом римском амфитеатру.
Верона је дебитовала у најјачем лигашком такмичењу сезоне 1912/13. Године 1968. се враћа у Серију А после дужег времена, где остаје 6 сезона да би опет испала у Серију Б након скандала у вези председника клуба. Наредне сезоне Верона обезбеђује пласман у Серију А и сезоне 1975/76. остварује до тада свој највећи успех пласирањем у финале Купа Италије, где су изгубили од Наполија 4:0 тако што су примили сва 4 гола у последњих 15 минута. Верона је на путу до финала избацивала клубове попут Торина, Каљарија и Интера. Три сезоне касније испадају из Серије А, да би се вратили сезоне 1981/82. У наредне две сезоне клуб завршава на високом четвртом, односно шестом месту. Такође обе сезоне су стизали до финала купа где су редом губили од Јувентуса (3:0 након продужетака) и Роме (1:0).
Највећи успех Вероне догодио се сезоне 1984/85. када је освојен први скудето. Верона је имала тим сачињен већином од младих играча са само неколико искусних. Завршила је лигу као прва са 4 бода више од Торина. Три године после прве титуле шампиона Италије Верона је дошла до четвртфинала Купа УЕФА, где је испала од Вердера из Бремена.
Верона је наизменично играла у Серији А и Серији Б, да би сезоне 2001/02. испали из Серије А. У тој сезони играли су играчи који су касније постали звезде попут Адријана Мутуа, Масима Ода, Маура Каморанезија, Мартина Лаурсена и Алберта Ђилардина. Након 11 година клуб се враћа у Серију А.

## Успеси
- Серија А
  - Првак (1): 1984/85.
- Серија Б
  - Првак (3): 1956/57, 1981/82, 1998/99.
  - Вицепрвак (5): 1967/68, 1990/91, 1995/96, 2012/13, 2016/17.
- Куп Италије
  - Финалиста (3): 1975/76, 1982/83, 1983/84.
- Куп УЕФА
  - Четвртфинале (1): 1987/88.

## Верона у европским такмичењима
| Сезона  | Такмичење    | Коло          | Земља                                            | Клуб               | Резултат |
| ------- | ------------ | ------------- | ------------------------------------------------ | ------------------ | -------- |
| 1970    | Митропа куп  | Осмина финала | Чехословачка                                     | Славија Праг       | 1:4, 0:3 |
| 1983    | Митропа куп  | Група         | Мађарска                                         | Вашаш              | 0:1, 1:2 |
|         |              | Група         | Чехословачка                                     | Жилина             | 0:4, 1:1 |
|         |              | Група         | Социјалистичка Федеративна Република Југославија | Земун              | 1:1, 2:4 |
| 1983/84 | Куп УЕФА     | 1. коло       | Социјалистичка Федеративна Република Југославија | Црвена звезда      | 1:0, 3:2 |
|         |              | 2. коло       | Аустрија                                         | Штурм Грац         | 2:2, 0:0 |
| 1985/86 | Куп шампиона | 1. коло       | Грчка                                            | ПАОК               | 3:1, 2:1 |
|         |              | Осмина финала | Италија                                          | Јувентус           | 0:0, 0:2 |
| 1987/88 | Куп УЕФА     | 1. коло       | Пољска                                           | Погоњ Шчећин       | 1:1, 3:1 |
|         |              | 2. коло       | Холандија                                        | Утрехт             | 1:1, 2:1 |
|         |              | Осмина финала | Румунија                                         | Спортул студенцеск | 3:1, 1:0 |
|         |              | Четвртфинале  | Њемачка                                          | Вердер             | 0:1, 1:1 |

## Познати бивши играчи
- Паоло Роси
- Филипо Инзаги
- Анђело Перуци
- Мауро Каморанези
- Алберто Ђилардино
- Масимо Одо
- Дамијано Томази
- Клаудио Каниђа
- Себастијан Фреј
- Адријан Муту
- Драган Стојковић
- Мартин Лаурсен